# Линейные корабли типа «Саут Кэролайна»
Линейные корабли типа «Саут Кэролайна», «Южная Каролина» (англ. South Carolina) — тип линкоров флота США. Построено две единицы: «Саут Кэролайна» и «Мичиган» (Michigan). Первые дредноуты американского флота. Также были первыми в мире спроектированными дредноутами, но из-за длительности постройки уступили первенство по вводу в строй британскому «Дредноуту». Вместе с тем стали первыми в мире линейными кораблями с линейно-возвышенным расположением башен главного калибра.

## Происхождение американского линкора

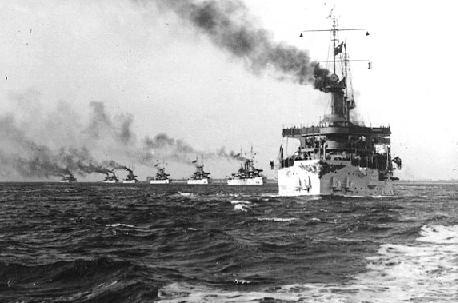
Броненосец «Коннектикут» возглавляет поход «Великого белого флота»

В конце XIX века в США было развёрнуто бурное военно-морское строительство, причём главное место в кораблестроительных программах отводилось броненосцам, которые считались становым хребтом флота. В США, окружённых со всех сторон океанами, преобладало мнение, что в будущем сражении флотов миноносцы не смогут принять активное участие, так как не обладают достаточной мореходностью, и исход сражения будет предрешён в сражении линейных кораблей. Поэтому флот США стремился иметь в строю как можно большее количество самых мощных броненосцев.
Идеи, приведшие к появлению американского дредноута, родились в начале XX века. На тот момент броненосцы вооружались главным калибром из 305-мм орудий и вторым калибром из 203-мм орудий. Но на рубеже веков стало очевидно, что в результате прогресса артиллерии и способов её управления боевые дистанции увеличились настолько, что 203-мм орудия становятся неэффективными против тяжёлой брони. Увеличению дистанции также способствовала увеличивающаяся опасность от торпед. Броненосцы всех стран вооружались траверзными торпедными аппаратами, поэтому в генеральном сражении сближение на дальность пуска торпед было опасным. В 1903 году Генеральный совет флота США считал, что в ближайшем будущем эффективная дальность стрельбы торпедами достигнет 3000 м. В этой ситуации планируемые дальности боя постоянно росли. И поэтому единственное преимущество меньших орудий — скорострельность — сводилось на нет, так как на большой дистанции необходимо было ожидать падения снаряда, чтобы по его всплеску провести корректировку огня. Также всплески от крупных снарядов были лучше видны.
Одним из первых стал опубликованный в марте 1902 года в журнале Военно-морского института США «Proceedings» проект лейтенанта Мэтта X. Сигнора. В проекте предлагался корабль, вооружённый двумя трёхорудийными 305-мм башнями в оконечностях и двумя трёхорудийными башнями с 254-мм орудиями по бортам. Противоминный калибр состоял из 60-калиберных 127-мм орудий. Проект подвергся критике в деталях, но всех привлекла его огневая мощь. Эксперт флота по артиллерии профессор П. Р. Элджер предложил вместо трёхорудийных башен разнородного калибра использовать восемь 305-мм орудий, что стало одним из первых предложений корабля «all big gun» (рус. только большие пушки). Будущий главный конструктор флота Дэвид В. Тэйлор предлагал оснастить новый корабль паровыми турбинами, а проблему их низкой экономичности на средних ходах решать применением винтов регулируемого шага.
В мае 1902 года Бюро по конструированию и ремонту флота США (англ. Bureau of Construction and Repair) при исследовании различных вариантов броненосца «Миссисипи» рассматривало проект 17-узлового броненосца с гексагональным расположением шести двухорудийных башен с 254-мм орудиями. Но, наверное, наибольший вклад принадлежит лейтенант-коммандеру Х. С. Поундстоуну. В декабре 1902 года он направил президенту Рузвельту письмо с предложением резко увеличить размеры кораблей и вместо батареи из 305-мм и 203-мм орудий перейти к батарее из орудий калибром 280 и 229 мм. Его разработки не были опубликованы до 1903 года. В октябре 1903 года в Европе была опубликована работа Куниберти «Идеальный линкор для британского флота», в которой был представлен проект корабля с единым главным калибром. Это заставило Поундстоуна пересмотреть свои идеи в пользу корабля, вооружённого единым 280-мм калибром, который позволял эффективно поражать линкор Куниберти на предполагаемых дистанциях боя. При обсуждении идеи Поундстоуна на ежегодной конференции в Ньюпорте летом 1903 года проведённая военно-морская игра показала, что корабль с гексагональным расположением 280-мм или 305-мм орудий имеет превосходство над тремя кораблями существующих типов.
В подготовленном по результатам конференции меморандуме говорилось о необходимости перехода на единый главный калибр. С одной стороны, дистанция в 2700—3000 м определяла минимальную дистанцию сближения в артиллерийском бою без опасности получить торпедный залп от противника. На этой дистанции 178-мм и 203-мм орудия не могли эффективно поражать защищённые толстой бронёй броненосцы. С другой стороны, для поражения высокоскоростных маневренных целей типа миноносцев требовалась не мощность снаряда, а скорострельность, для чего хорошо подходили орудия гораздо меньших калибров. Поэтому для средней артиллерии на корабле просто не находилось задач. По итогу предлагалось создать корабль с двенадцатью 305-мм орудиями и как можно большим количеством 76,2-мм орудий.
Опираясь на выводы конференции, Генеральный совет флота (англ. General Board of the United States Navy) в октябре направил официальный запрос в бюро конструирования на проектирование корабля с однородным главным калибром. Однако работы по проекту не были начаты, так как бюро было загружено работами по текущим проектам. Но 26 января 1904 года этот запрос был переоформлен на создание корабля с четырьмя 305-мм, восемью 254-мм и противоминными 76-мм орудиями. И даже по этому проекту работы бюро были начаты лишь в сентябре 1904 года.
На очередной летней конференции были сравнены три проекта — текущий заказ Генерального совета под именем «Саут Кэролайна», броненосец «Коннектикут» и прошлогодний проект с однородным главным калибром. Минимальной дистанцией артиллерийского боя также были приняты 2700 м (3000 ярдов). В результате расчётов бронепробиваемости был сделан вывод о том, что даже 254-мм орудия недостаточно для уверенного пробития брони и только 305-мм орудия обладают требуемой эффективностью. В отношении скорости был сделан вывод, что даже трёхузловое преимущество в скорости (18 узлов против 15) не даёт преимущество более быстрой эскадре, так как попытку «поставить палочку над Т» более медленная эскадра в любой момент может нейтрализовать поворотом в сторону.
Тем временем Поундстоун продолжил свои разработки, предложив в июне 1904 года Генеральному совету три проекта, последний из которых, USS «Possible», имел двенадцать 280-мм орудий при водоизмещении 19 330 тонн. Он привлёк в союзники лейтенант-коммандера У. С. Симса, который много сделал для совершенствования техники управления артиллерийским огнём во флоте США. На рассмотрении проекта нового корабля президентом Рузвельтом представители бюро конструирования настаивали, что корабль с однородным калибром будет непрактичным, а наличие орудий второго калибра может стать решающим фактором в бою. Симс противопоставил этому результаты практических стрельб 1904 года и проект Поундстоуна. Президент заинтересовался, но не был ясен вопрос по поводу 254-мм калибра. В октябре 1904 года У. Л. Роджерс из Военно-морского колледжа подготовил меморандум, в котором указал, что на увеличивающихся дистанциях боя 305-мм орудия за счёт большей точности и разрушающей силы обретают подавляющее преимущество над 254-мм орудиями. По его оценкам, линкор с десятью 305-мм орудиями должен был иметь водоизмещение 18 300 тонн, а с двенадцатью — 21 100 т.
В октябре 1904 года бюро по конструированию пришло к выводу, что просто заменить бортовые 203-мм орудия в проекте «Коннектикута» на двухорудийные 254-мм или одноорудийные 305-мм орудия не так просто. Увеличение веса с учётом больших вырезов под барбеты в верхней палубе приводило к появлению недопустимых напряжений в корпусе. На решение этих проблем требовалось как минимум три месяца. В конце концов бюро пришло к выводу, что вписать бортовые башни такого калибра в пределы 16 000 т нереально без существенного ухудшения прочности корпуса или бронирования. Но эти выводы запоздали. Не имея от флота никаких предложений и аргументов по снятию лимита, Конгресс оставил в действии 16 000-тонный лимит, выделяя 3 марта 1905 года средства на строительство двух линкоров — «Саут Кэролайна» и «Мичиган».

## Проектирование
Главным конструктором Вашингтоном Л. Кэппсом было принято радикальное решение. Он решил, что главным для будущего корабля станет действие в линии во время линейного боя главных сил, а поэтому был отдан приоритет получению максимального бортового залпа. Желание всё же получить достаточно сильный залп в нос и корму привело к появлению схемы, ставшей затем классической, — линейно-возвышенное расположение башен в диаметральной плоскости — по две в носу и корме, одна поверх другой. Эта схема «S» датирована апрелем 1905 года.
Самые большие опасения вызывала стрельба одной башни поверх другой прямо в нос или корму. Многими специалистами такая стрельба считалась невозможной из-за воздействия дульных газов и ударной волны при выстреле на расчёт нижней башни. Отсутствие таких данных заставило конструкторов британского «Дредноута» расставить башни как можно дальше друг от друга. Американцы решили этот вопрос путём эксперимента. Правда, это было сделано только в марте 1907 года, когда вносить изменения в проект «Саут Кэролайны» уже было поздно. Из башни монитора «Флорида» было демонтировано одно 305-мм орудие и установлено на надстройке. Сначала в башню загнали скот и произвели несколько выстрелов. После того, как выяснилось, что скот не пострадал, эксперимент произвели над офицерами-добровольцами во главе с Кэппсом. Единственным улучшением, которое было рекомендовано по завершении испытаний, — это увеличение толщины задней стенки. Также Кэппс решил увеличить боезапас башен с 60 снарядов на орудие на предыдущих броненосцах до 100, что стало потом стандартом в американском флоте. В проекте, как раньше и предполагалось, артиллерия дополнялась только 76-мм орудиями в казематах.
Жёсткий лимит водоизмещения привёл к необходимости экономии места и объёма. Так, каюты офицеров с их прежнего расположения на предшественниках в корме перенесли в надстройку, а в корме высоту корпуса уменьшили на одну палубу. Это привело к тому, что корабли заливало в свежую погоду.
Система бронирования также претерпела значительные изменения. Вместо броневой палубы со скосами, соединявшимися с нижней кромкой броневого пояса, была применена гладкая палуба, соединяющаяся с верхней кромкой бронепояса. Если на «Нью-Гэмпшире» пояс имел одинаковую толщину в 229 мм, то на «Саут Кэролайне» он был переменной толщины — 254 мм в районе ватерлинии и 203 мм внизу. Выше главного броневого пояса шёл верхний пояс. Верхний каземат не бронировался, так как отсутствовала необходимость прикрытия орудий среднего калибра. Оконечности бронировались слабо — в носу была гладкая палуба, а в корме — со скосами, для прикрытия рулевых механизмов. Толщину барбетов несколько снизили, так как их стало четыре, а два из них были ещё и гораздо выше. Такая схема бронирования — с двумя броневыми поясами и гладкой бронепалубой по верхней кромке бронепояса — стала стандартной для последующих американских дредноутов вплоть до «Невады».
В отличие от «Дредноута», в качестве главных механизмов были применены паровые машины. Кэппс считал, что установка турбин более важна для крейсеров, а для линкора он считал неприемлемыми её значительно большую стоимость и низкую экономичность. Вначале хотели произвести эксперимент, установив на одном из кораблей серии турбинную установку, но потом решили отложить его до следующей серии линкоров. Силовую установку пришлось загонять в гораздо меньшие размеры, чем на «Коннектикуте», поэтому она получилась меньшей мощности. И хотя от переборки в диаметральной плоскости пришлось отказаться, всё же удалось разместить противоторпедные переборки по бортам в районе котельных отделений.
Корабли несли две тонкие дымовые трубы вместо трёх широких на «Коннектикуте». Экономия места привела к необходимости размещать часть спасательных шлюпок поперёк корабля — в первый и последний раз на американских линкорах.
Ещё одним примечательным новшеством стало применение решётчатых мачт. Это было результатом желания получить высоко расположенную платформу для наблюдений, которую нельзя сбить одним попаданием снаряда. У британцев была более удачная конструкция треногих мачт, но они оказались тяжелее. Мачта американского линкора представляла собой гиперболоид, набранный из тонких трубок, схваченных через определённые промежутки кольцами. Конструкция также была установлена на мониторе «Флорида» и испытана в мае 1908 года. Мачту нагрузили сверху четырёхтонным грузом и выпустили по ней четыре 102-мм и один 305-мм снаряд. После того как мачта устояла, подобные конструкции были установлены на броненосцах и на всех последующих американских дредноутах. Это стало своеобразной визитной карточкой американских линкоров, так как подобными мачтами оснащались кроме них только два броненосца в России и два построенных в США на экспорт дредноута.
Проект был завершён 26 июня 1905 года. Детальная разработка проводилась с июля по ноябрь 1905 года, а чертежи были утверждены 23 ноября. Секретарь по делам флота поставил на проекте свою подпись 15 декабря — через десять дней после закладки британского «Дредноута». Но в отличие от рекордных сроков британцев, американцы не торопились. Спецификации для поставщиков были выпущены только 21 марта 1906 года, а закладка состоялась в декабре, когда «Дредноут» уже вошёл в строй. Все эти проволочки привели к тому, что, не став прародителями нового класса, два американских линкора вошли в строй тогда, когда в британском флоте уже находились четыре линкора и три линейных крейсера.

## Конструкция

### Корпус
Стоимость каждого из кораблей составляла 4,4 миллиона долларов, без учёта стоимости брони и вооружения. Новые линкоры по своим размерениям были сходны с броненосцами типа «Коннектикут». Проектное водоизмещение «Саут Кэролайны» составляло 16 000 длинных тонн (16 256,6 т)  — максимально возможное по ограничению Конгресса. Полное водоизмещение у «Саут Кэролайны» составляло 17 709,5 дл. т (17993,56 т). Корпус имел длину по КВЛ 137,2 м (450 футов), длину между перпендикулярами 138 метров (452 фута 9 дюймов), осадку — 7,5 м. Общий вес корпуса, куда традиционно для американского кораблестроения включалось горизонтальное бронирование, составлял 7433 дл. т (7552 т).
Хотя указаний на какие-либо ограничения по использованию кораблей не было, в ряде источников упоминается недостаточная прочность некоторых частей корпуса. Метацентрическая высота при нормальном водоизмещении составляла 2,105 м, при полной загрузке — 1,92 м.
По штату мирного времени экипаж состоял из 51 офицера и 812 матросов. В военное время за счёт резервистов он увеличивался до 1354 человек.
| Данные весовой нагрузки для «Саут Кэролайна» на момент постройки         | Данные весовой нагрузки для «Саут Кэролайна» на момент постройки | Данные весовой нагрузки для «Саут Кэролайна» на момент постройки | Данные весовой нагрузки для «Саут Кэролайна» на момент постройки | Данные весовой нагрузки для «Саут Кэролайна» на момент постройки |
| Статья весовой нагрузки                                                  | Нормальное водоизмещение, дл.т                                   | Полное водоизмещение, дл.т                                       | Нормальное водоизмещение, т                                      | Полное водоизмещение, т                                          |
| ------------------------------------------------------------------------ | ---------------------------------------------------------------- | ---------------------------------------------------------------- | ---------------------------------------------------------------- | ---------------------------------------------------------------- |
| Корпус                                                                   | 6571,6                                                           | 6571,6                                                           | 6677                                                             | 6677                                                             |
| Дельные вещи                                                             | 861,3                                                            | 861,3                                                            | 875,1                                                            | 875,1                                                            |
| Бронирование                                                             | 3963,3                                                           | 3963,3                                                           | 4026,9                                                           | 4026,9                                                           |
| Силовая установка (СУ)                                                   | 1428,5                                                           | 1428,5                                                           | 1451,4                                                           | 1451,4                                                           |
| Вооружение                                                               | 872,6                                                            | 872,6                                                            | 886,6                                                            | 886,6                                                            |
| Вспомогательные механизмы                                                | 341,2                                                            | 341,2                                                            | 346,7                                                            | 346,7                                                            |
| Пустой сухой корабль (англ. light ship)                                  | 14 038,5                                                         | 14 038,5                                                         | 14 263,7                                                         | 14 263,7                                                         |
| Боеприпасы                                                               | 402,1                                                            | 603,2                                                            | 408,6                                                            | 612,9                                                            |
| Вода в котлах и масло в механизмах                                       | 111,2                                                            | 111,2                                                            | 113                                                              | 113                                                              |
| Экипаж                                                                   | 112,5                                                            | 112,5                                                            | 114,3                                                            | 114,3                                                            |
| Снабжение                                                                | 226,9                                                            | 343,3                                                            | 230,5                                                            | 348,8                                                            |
| Стандартное водоизмещение                                                | 14 891,2                                                         | 15 208,7                                                         | 15 130                                                           | 15 452,7                                                         |
| Резервный запас пресной воды для котлов (англ. RFW — Reserve Feed Water) | 84,4                                                             | 126,6                                                            | 85,7                                                             | 128,6                                                            |
| Уголь                                                                    | 900                                                              | 2374,2                                                           | 914,4                                                            | 2412,3                                                           |
| Водоизмещение                                                            | 15 875,6                                                         | 17 709,5                                                         | 16 130,2                                                         | 17 993,6                                                         |

### Бронирование и конструктивная защита

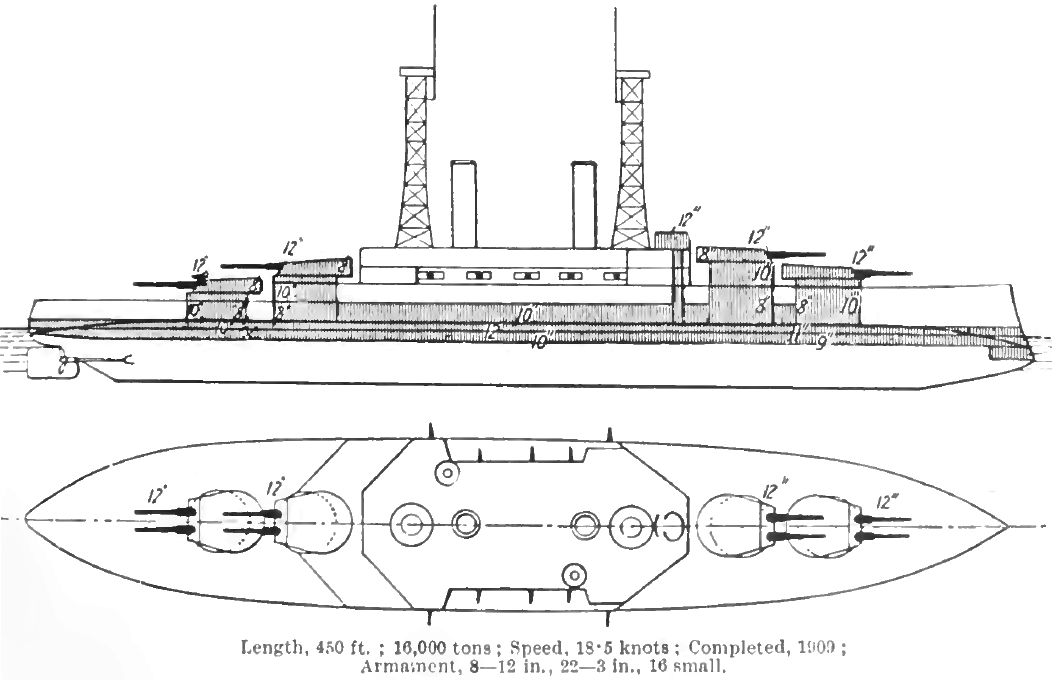
Схема бронирования и вооружения линкоров типа «Саут Кэролайна»

Вес бронирования составлял 3963,3 т. Сюда следует добавить также 928,55 тонны горизонтального бронирования, которые включались в вес корпуса. Главный броневой пояс имел высоту 2,44 м. В целях экономии веса он имел переменную толщину по высоте и длине. В районе погребов сверху до ватерлинии он имел толщину 305 мм, сужаясь книзу до 280 мм. В районе силовой установки это были соответственно 279,4 и 229 мм. В остальных местах пояс имел толщину 254 мм в районе ватерлинии, сужаясь книзу до 203 мм. В оконечностях пояс завершался траверзами 254-мм толщины. В носовой части пояс продолжался до 17 шпангоута толщиной 254 мм, сужаясь книзу до 203 мм. Над главным поясом проходил дополнительный пояс, как и на додредноутах, имевший название казематного. В нижней части он имел толщину 254 мм, сужаясь кверху до 203 мм.
Верхний каземат не бронировался. Оконечности бронировались 38-мм поясом из никелевой стали, который в носу шёл до 8 шпангоута, в корме до ахтерштевня.
Броневая палуба из никелевой стали общей толщиной 51 мм состояла из двух слоёв — 32 + 19 мм. В носовой части над главным бронепоясом она имела толщину 38 + 19 мм. Над силовой установкой — 38 мм (19 + 19 мм). В носовой оконечности палуба имела толщину 25 + 12,7 мм, в кормовой — 51 + 19 мм. Над рулевыми механизмами палуба утолщалась до 76 мм и имела скосы.
Толщина барбетов башен главного калибра составляла 254 мм, а в нижней части, там, где барбеты прикрывали друг друга, толщина уменьшалась до 203 мм. Башни были более компактными, чем на броненосцах, что позволило прикрыть их 305-мм лобовой и 203-мм боковыми плитами. Крыша изготавливалась из 64-мм никелевой стали.
Толщина боевой рубки составляла 305 мм. Её крыша имела толщину 51 мм. Стенки шахты, соединяющие боевую рубку с центральным постом, имели толщину 229 мм. Дымоходы были прикрыты 38-мм бронёй.
Несмотря на ограничения проекта по водоизмещению, подводной защите было уделено значительное внимание. В районе котельных отделений были установлены две дополнительные продольные переборки, за которыми располагались угольные ямы, создававшие дополнительную защиту. Переборки имели люки для подачи угля. Во время боя в нижней части они закрывались, и подача угля осуществлялась через верхние и из накопительного бункера.

### Силовая установка
На компоновку машинных и котельных отделений сильно повлияли ограничения. Длина была ограничена группами носовых и кормовых башен, а ширина ограничивалась желанием получить приличную противоторпедную защиту. Поэтому удалось вместить только силовую установку с мощностью меньше, чем у предыдущих броненосцев типа «Коннектикут».
Пар вырабатывали 12 котлов «Babcock & Wilcox», занимающие три отсека (по четыре котла в каждом). С целью экономии места в котельных отделениях пришлось отказаться от переборок в диаметральной плоскости. Котлы имели угольное отопление.
Две вертикальные четырёхцилиндровые паровые машины тройного расширения приводили во вращение два винта. Вес машинной установки составлял 1539,9 т. На сдаточных испытаниях проектной мощности в 16 500 л. с. достичь не удалось. Несмотря на это, достигнутой мощности в 16 130 л. с. хватило для достижения максимальной скорости в 18,79 узла, что превысило контрактные 18 узлов. Максимальный запас угля составил 2374 тонны. Этого по проекту должно было хватить на 5000 миль 10-узловым ходом. Фактические замеры расхода топлива показали, что при чистом днище по расчёту линкоры могли пройти 6950 миль.
Электроэнергией корабль снабжали четыре турбогенератора по 200 кВт. Эта величина была довольно значительной для того времени и объяснялась высокой степенью электрификации, в частности внедрением электроприводов для башен главного калибра.

### Вооружение

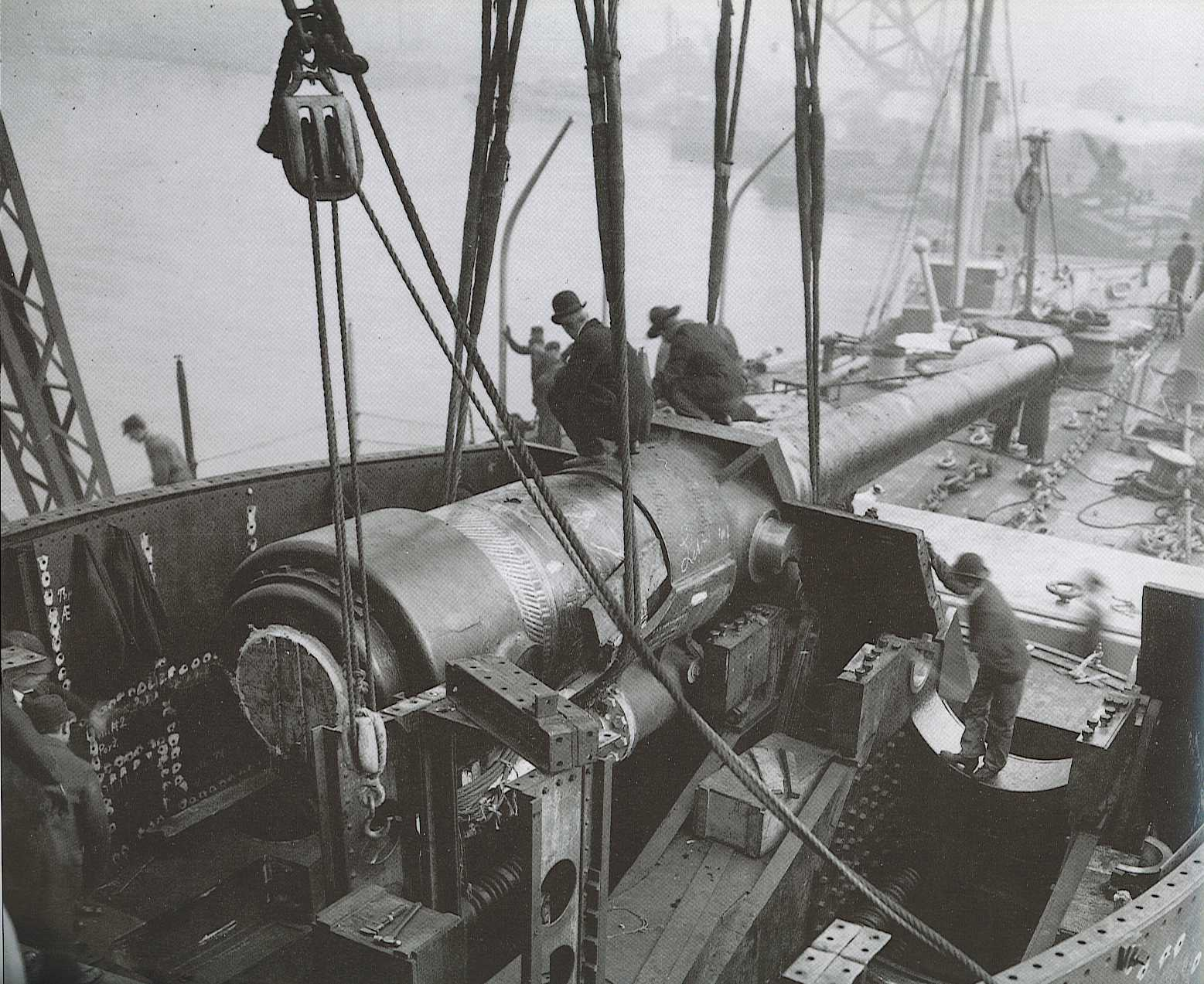
305-мм орудие Mark 6 устанавливают в башню броненосца «Коннектикут»

Основным вооружением линкоров были восемь 305-мм/45 орудий Mark 6 в четырёх башнях, расположенных по линейно-возвышенной схеме. 305-мм орудие Mark 5 с длиной ствола 45 калибров представляло собой удлинённый вариант предыдущего 40-калиберного орудия Mark 4, которое устанавливалось на последние серии броненосцев. Ствол орудия был скреплён шестью цилиндрами. Замки орудий обслуживались вручную. Заряжание было картузным, с использованием 140,6 кг пороха. 394,6 кг бронебойному снаряду придавалась скорость в 823 м/с, что при максимальном угле возвышения 15° обеспечивало дальность 18 290 м.
Орудия размещались в башнях Mark 7, которые во флоте США стали первыми полностью электрифицированными. Применение электрических приводов было новшеством по сравнению с флотами европейских государств, где применялись электрогидравлические приводы. Электрические приводы были более компактными, что позволяло получить башни меньших размеров и веса. Вместе с тем это новаторство повлекло за собой необходимость применения тяжёлого ручного труда расчётом башни. После пожара и взрыва в апреле 1906 года в башне USS Kentucky (BB-6), вызванных замыканием электропроводки, во флоте США было решено максимально ограничить использование электрического оборудования в башнях.
На линкорах типа «Саут Кэролайна», впервые для капитальных кораблей флота США, была применена двухстадийная подача боеприпасов в башню. Заряды и снаряды подавались подъёмниками в перегрузочное отделение, затем они перегружались вручную на верхние подъёмники и ими подавались в боевое отделение. Вращение башни обеспечивалось двумя электромоторами мощностью 25 л. с. Вертикальное наведение каждого из орудий производилось 15-сильным электродвигателем. Привод досылателя имел мощность 10 л. с. Все механизмы имели резервный ручной привод.
Противоминный калибр состоял из 22-х 76,2-мм орудий в казематных и открытых установках. В состав вооружения также входили две трёхфунтовые пушки и два подводных 533-мм бортовых торпедных аппарата.

### Системы управления огнём
Существенным изменением по сравнению с предыдущими броненосцами стало использование прицельных труб, жёстко связанных с орудиями и выводившихся вбок через бортовые броневые плиты. Оба прицела использовались для наведения орудий в вертикальной плоскости, и с ними работал один наводчик. В задней части башен остался только прицел для горизонтального наведения. Ранее использовавшееся размещение всех прицелов под колпаками в задней части башни приводило к сложной системе синхронизации их с орудиями и всё равно не обеспечивало требуемой точности при стрельбе на большой дистанции.
В отличие от британской системы управления огнём на верхнем наблюдательном посту располагались только дальномеры. Вся информации с них обрабатывалась на нижнем центральном посту. При этом система центральной наводки орудий имела различную реализацию в Британии и США. В общем случае расчёт положения движущейся цели требовал решения дифференциального уравнения. В британском флоте для вычисления использовалась геометрическая аппроксимация на основе таблиц Дрейера. После модернизации на первых американских дредноутах появился разработанный к 1917 году электромеханический компьютер фирмы «Форд», с помощью которого проводились все вычисления.
В американском флоте с центрального поста в башни передавался только угол вертикального наведения. После знакомства с британской практикой американцами в 1917 году были установлены приборы для передачи и угла горизонтального наведения. При этом отличие было в том, что в американской системе присутствовала обратная связь о реальном угле горизонтальной наводки башен. Американцы вообще не использовали центрального управления стрельбой противоминным калибром. В британском же флоте для этого использовались директоры фирмы «Виккерс», аналогичные приборам центрального управления главного калибра.
Как оказалось, не уделяли в американском флоте и должного внимания групповой стрельбе по одиночным целям. В британской системе один из кораблей дивизии назначался «мастером», и данные с него передавались на остальные корабли. Дистанция до цели передавалась с помощью обращённых в нос и корму циферблатов со стрелками, напоминающих часы, — «range-clocks», устанавливаемых на мачты. Угол направления на цель можно было определить с помощью нанесённой на башни и барбеты огромной шкалы — «deflection scales». Корабль «мастер» давал залп. Идущий за ним корабль смещал точку прицела соответственно расстоянию между ним и «мастером» и также давал залп. Один залп всей дивизии с учётом неравномерной бортовой качки (стрелять нужно было тогда, когда корабль занимал вертикальное положение) занимал около 15 сек.
Кроме того, более быстрая пристрелка осуществлялась за счёт использования стрельбы полузалпами, в то время как американцы стреляли полными залпами. Американцы не преминули воспользоваться опытом британцев и внесли усовершенствования как в свои приборы, так и в методы управления огнём.

## Служба
| Название                   | Верфь                  | Закладка             | Спуск на воду     | Вступление в строй | Судьба                      |
| -------------------------- | ---------------------- | -------------------- | ----------------- | ------------------ | --------------------------- |
| USS South Carolina (BB-26) | William Cramp and Sons | 18 декабря 1906 года | 11 июля 1908 года | 1 марта 1910 года  | списан 15 декабря 1921 года |
| USS Michigan (BB-27)       | New York Shipbuilding  | 17 декабря 1906 года | 26 мая 1908 года  | 4 января 1910 года | списан 11 февраля 1922 года |

### «Саут Кэролайна»

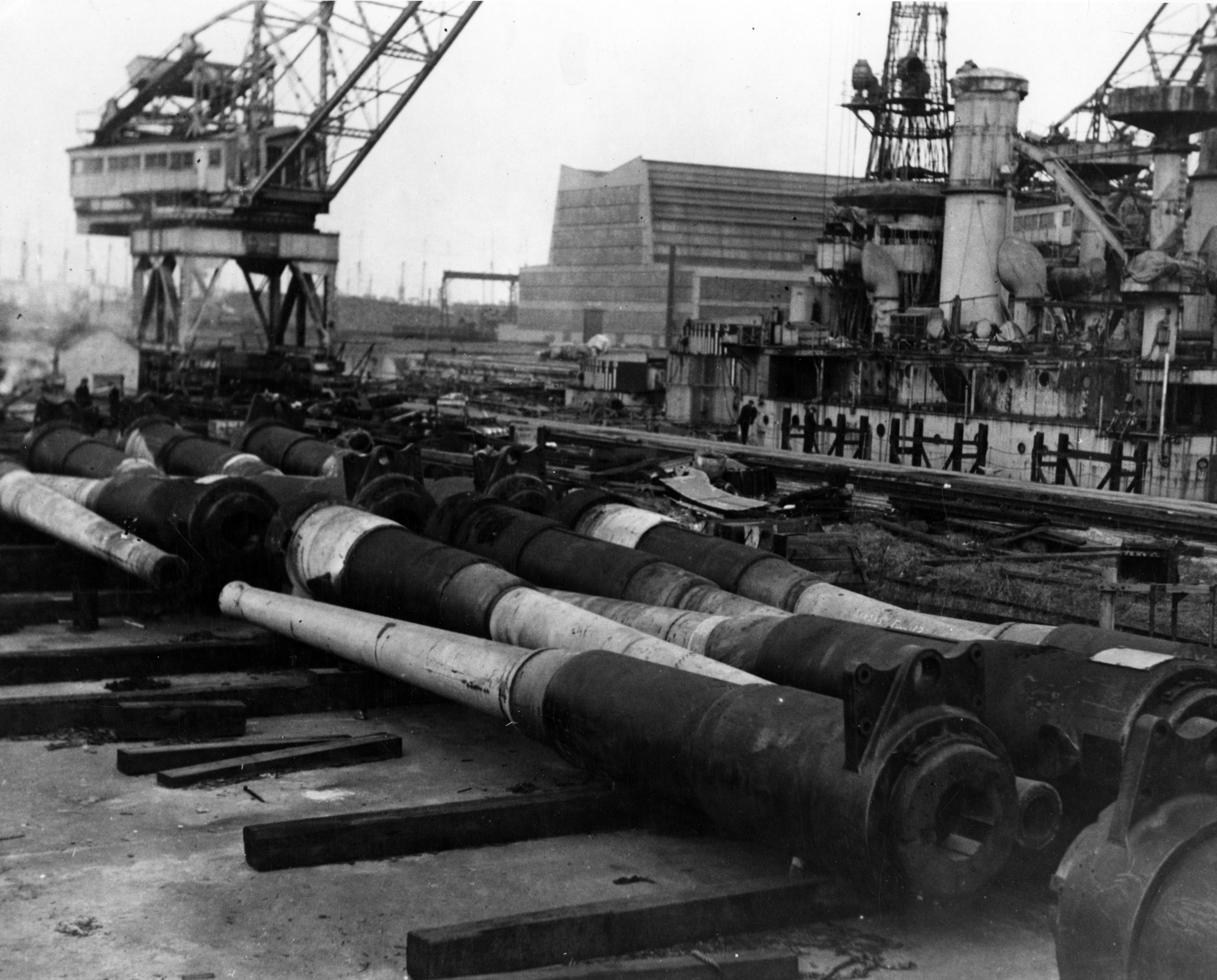
Разделка американских линкоров после Вашингтонского соглашения. На переднем плане демонтированные орудия. На заднем плане — разборка на металл корпуса «Саут Кэролайна»

«Саут Кэролайна» (ВВ-26) стала четвёртым кораблём во флоте США, носившим это имя. Заложена на верфи «Уильям Крамп энд сон» в Филадельфии 18 декабря 1906 года, спущена на воду 1 июля 1908 года, введена в состав флота 1 марта 1910 года.
6 марта вышла в первый поход в район Вест-Индии и Кубы для испытаний и обучения экипажа. В апреле вернулась в США. 1 ноября ушла в дальний поход в Европу, где пробыла до конца года, посетив Портлэнд и Шербур, демонстрируя растущую мощь флота США. Вернулась в составе 2-й дивизии линейных кораблей. Летом 1911 года дивизия вновь вышла в Европу, посетив Копенгаген, Стокгольм, Кронштадт и Киль. В июне 1912 года на Хэмптонском рейде участвовала в приёме германских гостей — эскадры в составе линейного крейсера «Мольтке», лёгких крейсеров «Бремен» и «Штеттин».
Дальнейшая служба линкора была достаточно рутинной — «Саут Кэролайна» проводила учения весной в Карибском море и летом у побережья США, использовалась для обучения кадетов флота США и участвовала в манёврах, проходя текущие ремонты в Филадельфии. Периодически линкор использовался для демонстрации силы в неспокойных государствах Карибского залива — Мексике, Гаити.
Со вступлением США в войну в 1917 году для линкора мало что изменилось. Из-за морального устаревания он не был отправлен в Европу, продолжая учебные походы, став кузницей кадров американского флота. Только в сентябре 1918 года он был привлечён для проводки конвоя в Европу, а после заключения перемирия совершил четыре трансатлантических перехода, доставив на родину около 4000 американских солдат.
После войны прошёл модернизацию системы управления артиллерийским вооружением, что не помешало 15 декабря 1921 года перевести её в резерв. По условиям Вашингтонского соглашения 10 ноября 1923 года «Саут Кэролайна» была исключена из списков флота. Перед продажей на слом корпус линкора был использован для испытаний конструкции противоторпедных булей, которые предполагалось смонтировать на модернизируемых оставшихся в строю линкорах. По правому борту была смонтирована секция, имитирующая були «угольных» линкоров, а по левому — новых «нефтяных» линкоров. Внутри корпуса также были установлены дополнительные переборки, намечавшиеся к установке в процессе модернизации. Старый линкор нагрузили балластом для получения осадки в 8,5 метров, как на новых линкорах, и провели испытания подводными взрывами зарядов мощностью 182 кг TNT, имитирующими попадания торпед. По окончании испытаний «Саут Кэролайна» была отправлена на разделку.

### «Мичиган»

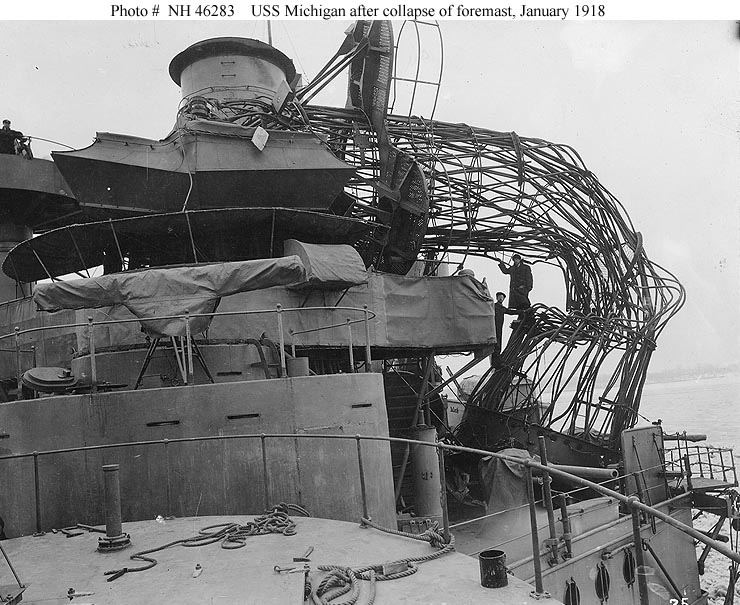
Разрушенная во время шторма 15 января 1918 года носовая мачта линкора «Мичиган»

Линейный корабль «Мичиган» (ВВ 27) был заложен на верфи «Нью Йорк Шипбилдинг» в Кэмдене, штат Нью-Джерси, 17 декабря 1906 года. Спущен на воду 26 мая 1908 года и вошёл в состав флота 4 января 1910 года, опередив головной корабль серии «Саут Кэролайна».
Пройдя испытания и боевые учения у побережья США и в Карибском море, 2 ноября 1910 года «Мичиган» отправился в поход в Европу, посетив Портленд и Шербур. Испытания выявили ту же неприятную особенность, что и у систершипа, — тяжёлую, с большими размахами качку. До начала войны в Европе он находился у Восточного побережья США, периодически совершая учебные походы, межпоходовые ремонты и осуществляя демонстрацию силы у берегов неспокойной Мексики.
Начало Первой мировой войны мало сказалось на службе линкора — она протекала как и раньше в походах. В процессе текущих ремонтов были увеличены размеры ходовых мостиков, боевой рубки, шлюпки заменены на спасательные плоты. «Мичиган» был оснащён двумя зенитными 76-мм орудиями, дополнительными противоторпедными постами и прожекторными площадками на решётчатых мачтах. В сентябре 1916 года 305-мм снаряд, выпущенный из левого орудия башни № 2, разорвался после вылета из ствола, повредив надстройки и носовую башню, после чего линкор был вынужден встать на ремонт. После вступления США в войну «Мичиган» был привлечён к эскортированию конвоев и обучению мобилизованных новобранцев.
15 января 1918 года он вместе с Атлантическим флотом находился в море, недалеко от мыса Гаттерас. Во время штормовой качки носовая ажурная мачта потеряла устойчивость, деформировалась и рухнула за борт, приведя к человеческим жертвам. Это был единственный случай за всю историю, когда ажурная мачта не выдержала нагрузки. Исследования показали, что основными факторами, приведшими к катастрофе, были сильная качка, сопутствующая линкорам типа «Саут Кэролайна», непродуманная модификация, удлинившая мачту после демонтажа штурманского поста, на котором она раньше стояла, и некачественно проведённый ремонт после повреждений от снаряда в 1916 году.
После ремонта принял участие в доставке американского контингента домой после окончания войны — совершил два трансатлантических перехода, перевезя около 1000 военнослужащих. После проведения модернизации, коснувшейся систем управления и бронирования крыш башен, 6 августа 1919 года был выведен в резерв первой очереди. В начале 1920 года возвращён в строй флота, совершив два похода на Тихий океан в Гонолулу и один в Европу. 11 февраля 1922 года исключён из состава действующего флота. По Вашингтонскому соглашению «Мичиган» 10 ноября 1923 года был исключён из списков флота и в течение 1924 года разобран на металл на верфи «Нью Йорк нави ярд».

## Оценка проекта
По мнению Балакина проект линкоров «Саут Кэролайна» опередил по времени аналогичный проект британского линкора с единым главным калибром — «Дредноут». И только проволочки со строительством не дали этому типу кораблей стать прародителем нового класса. По данным Паркса хотя он начал проектироваться до появлении сведений о «Дредноуте», его проектирование началось позже, чем проектирование «Дредноута». Сам же проект американского «all big gun» оценивается достаточно сдержанно. Если оценивать его с точки зрения конструктивных решений, то из водоизмещения 16 000 т американцам удалось «выжать», наверное, максимум возможного. С другой стороны, сравнение не только с зарубежными одноклассниками, но даже с предшественниками — броненосцами типа «Коннектикут» — не всегда в пользу «Саут Кэролайна». В большей степени это является следствием специфики развития американских линкоров. В США предпочитали эволюционное развитие от серии к серии, закладывая по два новых капитальных корабля каждый год. В отличие от революционного скачка у британского «Дредноута» по сравнению с предшественниками, в «Саут Кэролайне» явно прослеживается развитие проекта броненосцев типа «Коннектикут». Всеми специалистами признаётся революционность использования линейно-возвышенной схемы, что позволило «Саут Кэролайне» иметь такое же количество орудий в бортовом залпе, как у гораздо более крупных британского «Дредноута» и немецкого «Нассау». Явно уместным было и увеличение боезапаса главного калибра до 100 снарядов на орудие.

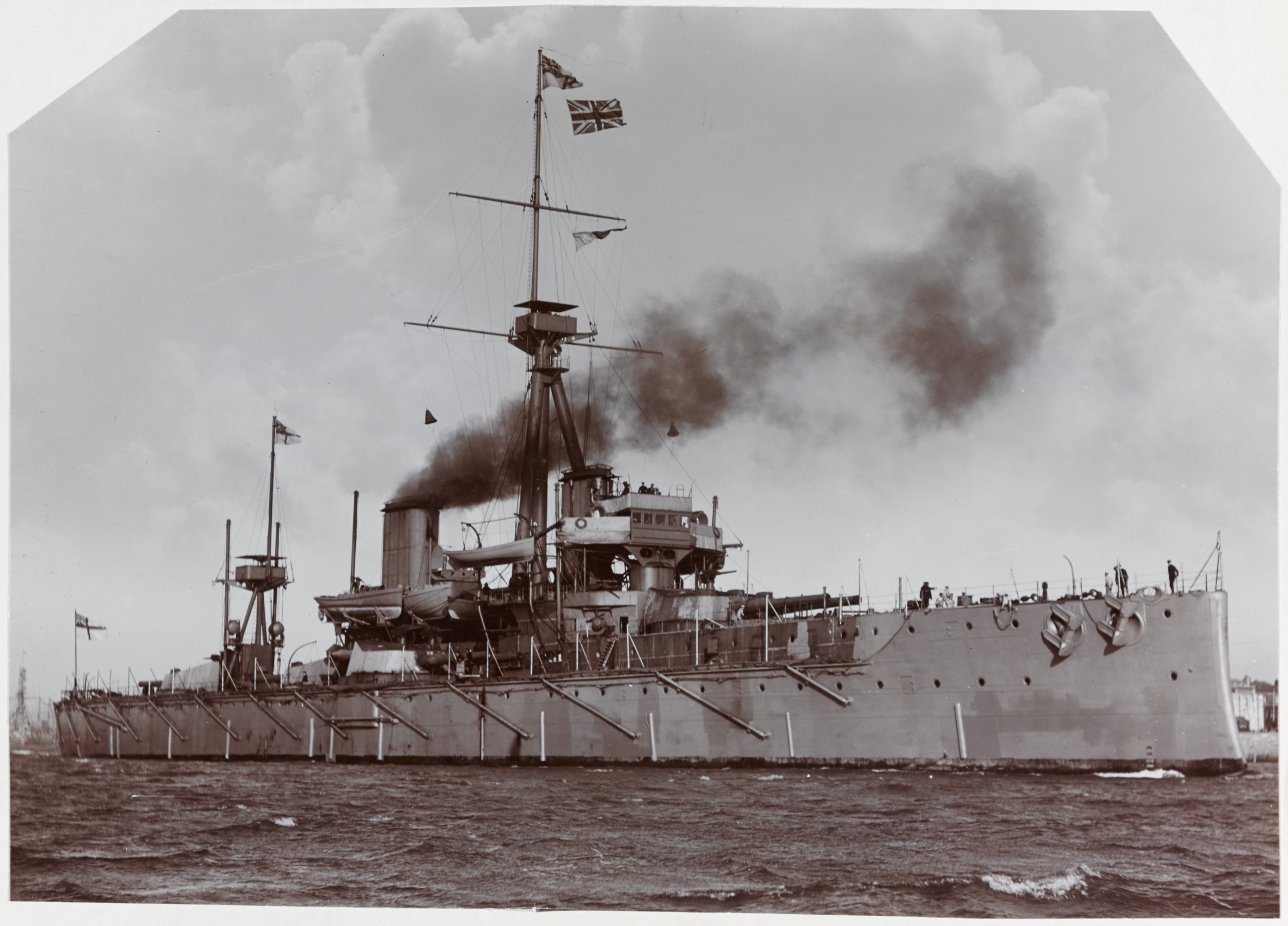
Родоначальник нового типа линейного корабля — британский «Дредноут»

Вместе с тем ряд решений послужили причиной серьёзной критики.
Вывод, сделанный американцами о достаточности использования 76,2-мм орудий в качестве противоминного калибра, был столь же ошибочен, как и у британцев в проекте «Дредноута». Быстрый рост водоизмещения миноносцев привёл к тому, что эффективности этих орудий было явно недостаточно для нанесения существенных повреждений, и на следующем проекте своих дредноутов американцы увеличили калибр до 127 мм. На «Саут Кэролайн» же отсутствие резервов веса привело к невозможности установить новые орудия, более того, пришлось снять ряд 76-мм орудий, чтобы компенсировать увеличившийся в результате доработок верхний вес. Серьёзным недостатком было сохранение архаичного тарана. На следующих американских линкорах таран был заменён бульбом — для снижения волнового сопротивления движению.
Основные же проблемы были связаны с необходимостью вложиться в 16 000-тонный лимит, установленный Конгрессом. Это повлекло за собой жёсткую экономию веса и пространства. Большой расход топлива паровыми турбинами того времени на экономичных ходах и их дороговизна послужили причиной использования консервативной машинной установки. Максимальная скорость в 18 узлов стала следствием невозможности вписать в требуемые габариты машинную установку большой мощности. Это привело к тому, что два линкора типа «Саут Кэролайна» в годы войны действовали вместе со старыми броненосцами в домашних водах и не были посланы в Европу.
Использование низкого корпуса в кормовой оконечности привело к сильной заливаемости в свежую погоду. Эти корабли также отличала резкая качка большой амплитуды.
Хотя бронирование было достаточно приличным, необходимость экономии веса привела к тому, что в ряде мест толщина вертикального бронирования новых линкоров была меньше, чем у броненосцев типа «Коннектикут». Схема горизонтального бронирования была достаточно специфичной. В отличие от британских и немецких линкоров, строившихся с оглядкой на планируемые бои на малых дистанциях в неспокойном Северном море, американские корабли планировались для боёв на больших дистанциях в условиях сравнительно хорошей погоды. В теории применение горизонтальной броневой палубы без скосов поверх главного пояса было более выгодно на больших дистанциях, при этом было однозначно хуже в условиях боя на коротких дистанциях. Эта схема не прошла проверку в реальных боях, поэтому затруднительно утверждать по её поводу что-либо однозначно. Противоторпедная защита была предметом гордости главного конструктора Кэппса. По глубине и однородности, за счёт отказа от бортовых башен, она выглядела более привлекательной, чем на европейских кораблях.
Британцы, обследовавшие в конце Первой мировой войны американские линкоры, достаточно сдержанно отзывались о системах электроприводов башен американских линкоров, о кучности их огня и системе управления огнём в целом. При этом условия обитаемости на американских линкорах заслужили высших похвал и даже оценены как чрезмерно роскошные.
В итоге можно говорить о том, что проект «Саут Кэролайна» был не столь новаторским, как британский «Дредноут», и запомнился в основном благодаря революционности использования линейно-возвышенной схемы. В мире они не произвели впечатления отчасти от того, что линейно-возвышенная схема ранее употреблялась на французском броненосце «Анри IV», причём было неизвестно насколько хорошо были решены американцами присущие данной схеме проблемы, и отчасти из-за откровенной слабости 3" противоминной батареи. Отсутствие модернизационного резерва и скромные характеристики привели к моральному устареванию линкоров типа «Саут Кэролайна» на момент вступления США в Первую мировую войну и послужили причиной их списания по результатам Вашингтонской конференции.
| Закладка                              | 1903                                        | 1906                    | 1905                    | 1907                             |
| Ввод в строй                          | 1906                                        | 1910                    | 1906                    | 1909                             |
| Водоизмещение нормальное, т           | 16 256,6                                    | 16 256,6                | 18 400,5                | 18 873                           |
| Полное, т                             | 17 983,9                                    | 17 983,9                | 22 195,4                | 20 535                           |
| Тип СУ                                | ПМ                                          | ПМ                      | ПТ                      | ПМ                               |
| Проектная мощность, л. с.             | 16 500                                      | 16 500                  | 23 000                  | 22 000                           |
| Проектная максимальная скорость, узл. | 18                                          | 18                      | 21                      | 19,5                             |
| Дальность, миль (на скорости, узл.)   | 6620(10)                                    | 5000(10)                | 6620(10)                | 9400(10)                         |
| Бронирование, мм                      |                                             |                         |                         |                                  |
| Пояс                                  | 279                                         | 254—305                 | 279                     | 270                              |
| Палуба                                | 37                                          | 38—63                   | 35—76                   | 55—80                            |
| Башни                                 | 305                                         | 305                     | 279                     | 280                              |
| Барбеты                               | 254                                         | 254                     | 279                     | 265                              |
| Рубка                                 | 229                                         | 305                     | 279                     | 400                              |
| Схема размещения вооружения           |                                             |                         |                         |                                  |
| Вооружение                            | 2×2×305/45 4×2×203/45 12×1×178 20×1×76 4 ТА | 4×2×305/45 22×1×76 2 ТА | 5×2×305/45 27×1×76 5 ТА | 6×2×280/45 12×1×150 14×1×88 6 ТА |

## Использованная литература и источники
1. ↑  Silverstone P. H. The New Navy. 1883—1922. — New York, USA: Routledge, 2006. — P. 12. — ISBN 978-0-415-97871-2.
2. 1 2  Мандель, Скопцов. Линкоры США, 2002, с. 2.
3. 1 2 3  Мандель, Скопцов. Линкоры США, 2002, с. 3.
4. 1 2  Friedman, US Battleships, 1985, p. 51.
5. ↑  Friedman, US Battleships, 1985, p. 52.
6. 1 2 3 4  Friedman, US Battleships, 1985, p. 53.
7. 1 2 3  Мандель, Скопцов. Линкоры США, 2002, с. 4.
8. 1 2  Friedman, US Battleships, 1985, p. 54.
9. 1 2  Friedman, US Battleships, 1985, p. 55.
10. 1 2  Мандель, Скопцов. Линкоры США, 2002, с. 5.
11. 1 2 3 4 5 6 7  Friedman, US Battleships, 1985, p. 57.
12. 1 2 3 4  Conway's, 1906—1921. — P.112
13. ↑  Friedman, US Battleships, 1985, p. 58.
14. ↑  Мандель, Скопцов. Линкоры США, 2002, с. 6.
15. 1 2 3 4 5 6 7 8  Мандель, Скопцов. Линкоры США, 2002, с. 7.
16. ↑  Friedman, US Battleships, 1985, pp. 61—62.
17. 1 2 3 4 5 6 7 8 9  Мандель, Скопцов. Линкоры США, 2002, с. 8.
18. ↑  Friedman, US Battleships, 1985, pp. 59—60.
19. ↑  Friedman, US Battleships, 1985, p. 62.
20. ↑  Мандель, Скопцов. Линкоры США, 2002, с. 10.
21. ↑  Friedman, US Battleships, 1985, p. 431.
22. ↑  Friedman, US Battleships, 1985, p. 432.
23. 1 2 3  DiGiulian, Tony. United States of America 12"/45 (30.5 cm) Mark 5 and Mark 6 (англ.). www.navweaps.com. — Описание 305-мм орудий Mark 5 и Mark 6. Дата обращения: 15 сентября 2012. Архивировано 5 ноября 2012 года.
24. 1 2  Мандель, Скопцов. Линкоры США, 2002, с. 33.
25. ↑  Мандель, Скопцов. Линкоры США, 2002, с. 36—37.
26. ↑  Мандель, Скопцов. Линкоры США, 2002, с. 37.
27. ↑  Мандель, Скопцов. Линкоры США, 2002, с. 36.
28. ↑  Мандель, Скопцов. Линкоры США, 2002, с. 35.
29. 1 2  Мандель, Скопцов. Линкоры США, 2002, с. 38.
30. 1 2  Мандель, Скопцов. Линкоры США, 2002, с. 45.
31. 1 2 3 4  USS South Carolina BB 26 (англ.). www.navy.mil. — История линкора «Саут Кэролайна» по данным The Dictionary of American Naval Fighting Ships. Дата обращения: 16 сентября 2012. Архивировано 5 ноября 2012 года.
32. 1 2  Мандель, Скопцов. Линкоры США, 2002, с. 46.
33. ↑  Мандель, Скопцов. Линкоры США, 2002, с. 47—48.
34. ↑  Мандель, Скопцов. Линкоры США, 2002, с. 48—49.
35. 1 2  Мандель, Скопцов. Линкоры США, 2002, с. 49.
36. 1 2 3 4 5  USS Michigan BB 27 (англ.). www.navy.mil. — История линкора «Мичиган» по данным The Dictionary of American Naval Fighting Ships. Дата обращения: 16 сентября 2012. Архивировано 5 ноября 2012 года.
37. ↑  Мандель, Скопцов. Линкоры США, 2002, с. 50.
38. ↑  Мандель, Скопцов. Линкоры США, 2002, с. 50—51.
39. ↑  Мандель, Скопцов. Линкоры США, 2002, с. 51—52.
40. 1 2  Балакин, Дредноуты, 2004, с. 9.
41. 1 2  Паркс. Линкоры Британской империи. Том 6. — С. 16.
42. ↑  Мандель, Скопцов. Линкоры США, 2002, с. 9.
43. 1 2  Мандель, Скопцов. Линкоры США, 2002.
44. ↑  Мандель, Скопцов. Линкоры США, 2002, с. 11.
45. ↑  Conway's, 1906—1921. — P.112—113
46. ↑  Мандель, Скопцов. Линкоры США, 2002, с. 96.
47. ↑  Friedman, US Battleships, 1985, p. 430.
48. ↑  Friedman, US Battleships, 1985, pp. 431—432.
49. ↑  Conway's, 1906—1921. — P.21
50. ↑  Gröner, Erich. Die deutschen Kriegsschiffe 1815—1945. Band 1: Panzerschiffe, Linienschiffe, Schlachschiffe, Flugzeugträger, Kreuzer, Kanonenboote (нем.). — Bernard & Graefe Verlag, 1982. — P. 46. — 180 p. — ISBN 978-3763748006.
51. ↑  Печуконис Н. И. Дредноуты кайзера. Стальной кулак имперской политики. — Москва: Военная книга, 2005. — С. 34. — 106 с. — ISBN 5-902863-02-3.